# Linda Muir
Linda Muir es una diseñadora de vestuario canadiense. Su estudio está en Toronto, Ontario. 
Muir diseñó el vestuario para la película Exotica (1994) de Atom Egoyan y ganó el Genie Award for Best Costume Design . 
También fue nominada por Cuando cae la noche (1995).  Con Lilies (1996), para la que hizo un vestido de baile para el actor Remy Girard, Muir dijo que su trabajo no era "vestir a los hombres con ropa de mujer sino construir trajes para cuerpos de hombres".  Ganó otro premio Genie por Lilies . 
Se unió al equipo de la película La bruja (2013) y consultó 35 libros de la serie Ropa de la gente común en la Inglaterra isabelina y de los primeros Estuardo para planificar el vestuario. Los trajes se confeccionaban con lana, lino o cáñamo. Muir también presionó para obtener un mayor presupuesto para disfraces. 